# Copa Intercontinental de 1972
A 13.ª edição da Copa Intercontinental ocorreu em 1972. Foi disputada em duas partidas entre o campeão europeu e o sul-americano.
Em 27 de outubro de 2017, após uma reunião realizada na Índia, o Conselho da FIFA reconheceu os vencedores da Copa Intercontinental como campeões mundiais.

## História
O Ajax apresentava grandes expectativas, apesar de estar estreando na Copa Intercontinental, nesse mesmo ano, havia ganho seu 15º Campeonato Holandês e conquistado um bicampeonato na Liga dos Campeões da UEFA. No ano anterior, o clube holandês havia se recusado a participar da Copa Intercontinental, apesar de ter vencido o campeonato europeu.
O Independiente também tinha grandes expectativas, pelo fato de ter conquistado seu 3º título na Libertadores, participando pela 3ª vez na Copa Intercontinental e buscando o tão sonhado título, já que havia sido vice em 1965 e em 1966, as duas vezes para a Internazionale.
O clube holandês vinha com uma vitória de 2–0 sobre a Inter de Milão e o clube argentino apresentava os seguintes resultados contra Universitario, do Peru: 0–0; 2–1 e 2–1.

### A decisão
O primeiro jogo foi na Argentina, no caldeirão do clube de Avellaneda. Mesmo com toda a pressão adversária e as habituais botinadas, o Ajax segurou o empate em 1 a 1. Na volta, o time mostrou o que era futebol técnico e tático, colocou os argentinos na roda, e venceu por 3 a 0, com gols de Neeskens e Rep (2). Pronto. Não faltava mais nada para o esquadrão de Cruyff: o time era campeão intercontinental.

## Participantes
| Confederação | Equipe        | Classificação                                           | Participação |
| ------------ | ------------- | ------------------------------------------------------- | ------------ |
| CONMEBOL     | Independiente | Campeão da Copa Libertadores da América de 1972         | 3ª           |
| UEFA         | Ajax          | Campeão da Taça dos Clubes Campeões Europeus de 1971–72 | 1ª*          |

*OBS: Em 1971, o Ajax desistiu de disputar o torneio e foi substituído pelo Panathinaikos.

## Chaveamento
|  | A Classificação[NOTA] | A Classificação[NOTA] | A Classificação[NOTA] | A Classificação[NOTA] |   |      | Copa Intercontinental | Copa Intercontinental | Copa Intercontinental | Copa Intercontinental |
|  |                       |                       |                       |                       |   |      |                       |                       |                       |                       |
|  | Ajax                  | 2                     | –                     | –                     |   |      |                       |                       |                       |                       |
|  | Internazionale        | 0                     | –                     | –                     |   |      |                       |                       |                       |                       |
|  | Internazionale        | 0                     | –                     | –                     |   | Ajax | 1                     | 3                     | –                     |                       |
|  |                       |                       |                       |                       |   | Ajax | 1                     | 3                     | –                     |                       |
|  |                       | Independiente         | 1                     | 0                     | – |      |                       |                       |                       |                       |
|  | Independiente         | Independiente         | 1                     | 0                     | – | 0    | 2                     | –                     |                       |                       |
|  | Independiente         |                       |                       |                       |   | 0    | 2                     | –                     |                       |                       |
|  | Universitario         | 0                     | 1                     | –                     |   |      |                       |                       |                       |                       |

Notas
- NOTA^  Essas partidas não foram realizadas pela Copa Intercontinental. Ambas as partidas foram realizadas pelas finais da Liga dos Campeões da Europa e Copa Libertadores da América daquele ano.

## Partidas

### Jogo de ida
| 6 de setembro de 1972 | Independiente | 1 – 1 | Ajax       | La Doble Visera, Avellaneda (Argentina)   |
|                       | Sá 81'        |       | Cruijff 5' | Público: ≈60,000 Árbitro: Tofik Bakhramov |

|  | Independiente | Ajax |

| INDEPENDIENTE:         |  |            |  |     |
|                        |  |            |  |     |
| G                      |  | Santoro    |  |     |
| LD                     |  | Commisso   |  |     |
| Z                      |  | López      |  |     |
| Z                      |  | Sá         |  |     |
| LE                     |  | Pavoni (C) |  |     |
| M                      |  | Pastoriza  |  |     |
| M                      |  | Semenewicz |  |     |
| M                      |  | Raimondo   |  | 70' |
| A                      |  | Balbuena   |  |     |
| A                      |  | Magglioni  |  |     |
| A                      |  | Mírcoli    |  |     |
| Substituição:          |  |            |  |     |
| A                      |  | Bulla      |  | 70' |
| Treinador:             |  |            |  |     |
| Roberto Oscar Ferreiro |  |            |  |     |

| AJAX:         |  |             |  |     |
|               |  |             |  |     |
| G             |  | Stuy        |  |     |
| LD            |  | Suurbier    |  |     |
| Z             |  | Blankenburg |  |     |
| Z             |  | Hulshoff    |  |     |
| LE            |  | Krol        |  |     |
| M             |  | Haan        |  |     |
| M             |  | Neeskens    |  |     |
| M             |  | Mühren      |  |     |
| A             |  | Swart       |  |     |
| A             |  | Cruijff     |  | 30' |
| A             |  | Keizer (C)  |  |     |
| Substituição: |  |             |  |     |
| M             |  | Mühren      |  | 30' |
| Treinador:    |  |             |  |     |
| Ştefan Kovács |  |             |  |     |

### Jogo de volta
| 28 de setembro de 1972 | Ajax                       | 3 – 0 | Independiente | Olympisch Stadion, Amsterdã (Países Baixos) |
|                        | Neeskens 12' · Rep 65' 80' |       |               | Público: 46,511 Árbitro: José Romel         |

|  | Ajax | Independiente |

| AJAX:         |  |             |  |     |
|               |  |             |  |     |
| G             |  | Stuy        |  |     |
| LD            |  | Suurbier    |  |     |
| Z             |  | Blankenburg |  |     |
| Z             |  | Hulshoff    |  |     |
| LE            |  | Krol        |  |     |
| M             |  | Haan        |  |     |
| M             |  | Neeskens    |  |     |
| M             |  | Mühren      |  |     |
| A             |  | Swart       |  | 62' |
| A             |  | Cruijff     |  |     |
| A             |  | Keizer (C)  |  |     |
| Substituição: |  |             |  |     |
| LD            |  | Rep         |  | 62' |
| Treinador:    |  |             |  |     |
| Ştefan Kovács |  |             |  |     |

| INDEPENDIENTE:         |  |            |  |     |
|                        |  |            |  |     |
| G                      |  | Santoro    |  |     |
| LD                     |  | Commisso   |  |     |
| Z                      |  | López      |  |     |
| Z                      |  | Sá         |  |     |
| LE                     |  | Pavoni (C) |  |     |
| M                      |  | Pastoriza  |  |     |
| M                      |  | Semenewicz |  |     |
| M                      |  | Garisto    |  | 74' |
| A                      |  | Balbuena   |  |     |
| A                      |  | Magglioni  |  |     |
| A                      |  | Mírcoli    |  | 62' |
| Substituição:          |  |            |  |     |
| A                      |  | Bulla      |  | 62' |
| A                      |  | Magán      |  | 74' |
| Treinador:             |  |            |  |     |
| Roberto Oscar Ferreiro |  |            |  |     |

| Copa Intercontinental de 1972 |
| ----------------------------- |
| Ajax Campeão (1º título)      |